# Anthony Lozano
Anthony Rubén „Choco” Lozano Colón (ur. 25 kwietnia 1993 w Yoro) – honduraski piłkarz z obywatelstwem hiszpańskim występujący na pozycji napastnika, reprezentant Hondurasu, od 2024 roku zawodnik meksykańskiego Santosu Laguna.

## Kariera klubowa
Lozano, brat innego piłkarza, Luisa Ramosa, swoją karierę rozpoczynał w młodzieżowym zespole Platense Júnior, skąd w 2008 roku przeszedł do drużyny CD Olimpia z siedzibą w stołecznym mieście Tegucigalpa. W Liga Nacional de Fútbol zadebiutował w wieku 15 lat, 11 stycznia 2009 w przegranym 0:1 spotkaniu z Vidą, zostając najmłodszym zawodnikiem w historii ligi honduraskiej. Pierwsze gole w najwyższej klasie rozgrywkowej zdobył 21 lutego 2010, kiedy to trzykrotnie wpisał się na listę strzelców w wygranej 6:0 konfrontacji z Victorią. Już w swoim debiutanckim sezonie, Clausura 2009, wywalczył z Olimpią mistrzostwo Hondurasu, a sukces ten powtórzył również rok później, podczas rozgrywek Clausura 2010. Trzykrotnie zdobywał także tytuł wicemistrza kraju – w sezonach Apertura 2009, Apertura 2010 i Clausura 2011. Był porównywany do innego honduraskiego piłkarza, Carlo Costly'ego.
W sierpniu 2010 Lozano udał się na testy do Tottenhamu Hotspur, trenując z zespołem rezerw. Jego umiejętności zostały pozytywnie ocenione przez szkoleniowca Harry'ego Redknappa, jednak przeszkodą dla transferu do londyńskiej drużyny okazał się zbyt niski wiek piłkarza. Rok później, w sierpniu 2011, przeszedł za niecałe 100 tysięcy euro do hiszpańskiego Valencia CF i od razu został wypożyczony do innego klubu z Walencji, drugoligowego CD Alcoyano. W Segunda División pierwszy mecz rozegrał 3 września 2011 z UD Las Palmas, przegrany ostatecznie 0:1, natomiast pierwszą bramkę zdobył 1 października 2011 w wygranym 2:1 spotkaniu z Cartageną. Na koniec sezonu 2011/2012 Alcoyano zajęło przedostatnie miejsce w tabeli, spadając do trzeciej ligi. Podczas tych rozgrywek Lozano był regularnie trapiony przez kontuzje, a po ich zakończeniu odszedł z klubu, po tym, jak zarząd zdecydował się zmniejszyć liczebność kadry zespołu.
W sierpniu 2012 Lozano został zgłoszony do rozgrywek trzeciej ligi hiszpańskiej – Segunda División B – przez rezerwy Valencia CF. W sezonie 2012/2013 rozegrał w jej barwach 31 spotkań, zdobywając zaledwie jednego gola; w meczu z Yeclano (2:1). W czerwcu 2013 odszedł z Valencii i powrócił do Hondurasu, podpisując umowę ze swoim macierzystym CD Olimpia.
Był zawodnikiem UD Almería, do którego był wypożyczony z Getafe CF.

## Kariera reprezentacyjna
W 2009 roku Lozano został powołany do reprezentacji Hondurasu U-17 na Młodzieżowe Mistrzostwa Ameryki Północnej, podczas których zdobył cztery bramki w trzech meczach – jedną w spotkaniu z Kanadą (1:1) oraz trzy z Kubą (6:0). Jego drużyna zajęła ostatecznie drugie miejsce w grupie i zakwalifikowała się na Mistrzostwa Świata U-17 w Nigerii. Tam Lozano także rozegrał wszystkie trzy spotkania i wpisał się na listę strzelców w konfrontacji z Niemcami (1:3). Był to zarazem jedyny gol zdobyty na tym turnieju przez honduraską kadrę, która po komplecie porażek nie zdołała wyjść z grupy.
W 2010 roku Lozano, w barwach reprezentacji Hondurasu U-20, w roli kapitana zespołu wziął udział w eliminacjach do Młodzieżowych Mistrzostw Ameryki Północnej, gdzie wystąpił w dwóch meczach, z Salwadorem (4:0) i Belize (3:0), w każdym z nich zdobywając po bramce. We właściwych rozgrywkach o mistrzostwo kontynentu rozegrał trzy mecze i strzelił gola w grupowej konfrontacji z Gwatemalą (3:1), natomiast jego drużyna odpadła w ćwierćfinale i nie zdołała zakwalifikować się na Mistrzostwa Świata U-20 w Kolumbii.
W 2012 roku Lozano znalazł się w składzie reprezentacji Hondurasu U-23 na turniej kwalifikacyjny do Letnich Igrzysk Olimpijskich w Londynie; zanotował wówczas cztery występy i wpisał się na listę strzelców w grupowym pojedynku z Trynidadem i Tobago (2:0) oraz półfinałowym meczu z Salwadorem (3:2). W finale jego zespół uległ ostatecznie Meksykowi wynikiem 1:2, jednak zakwalifikował się na olimpiadę. Tam Honduras odpadł w ćwierćfinale, natomiast Lozano wystąpił we wszystkich czterech spotkaniach, z czego w trzech w roli rezerwowego, nie zdobywając bramki.
W seniorskiej reprezentacji Hondurasu Lozano zadebiutował za kadencji kolumbijskiego selekcjonera Luisa Fernando Suáreza – 10 sierpnia 2011 w wygranym 2:0 meczu towarzyskim z Wenezuelą. Wziął udział w eliminacjach do Mistrzostw Świata 2014.